# São João da Boa Vista
São João da Boa Vista ist eine Stadt im brasilianischen Bundesstaat São Paulo. 2022 lebten in São João da Boa Vista nach offizieller Schätzung 92.547 Menschen auf 516 km².

## Geographie

### Distrikte
Die Gemeinde ist nicht in Distrikte unterteilt, es gibt nur den Hauptdistrikte.

## Geschichte
Die Gemeinde wurde 1859 durch Landesgesetz gegründet.

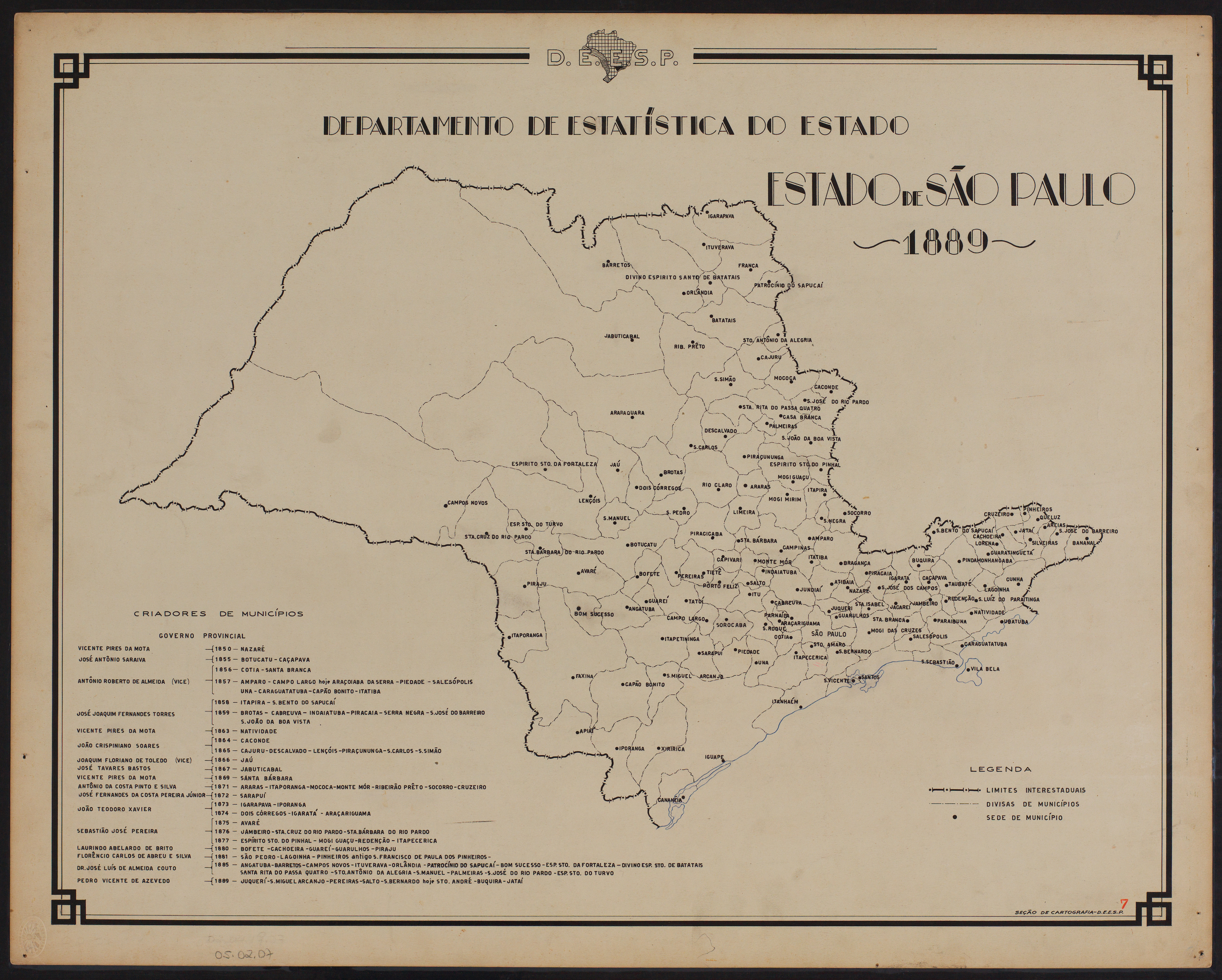
Karte des Bundesstaates São Paulo (1889).

## Bevölkerung
| Bevölkerungsentwicklung | Bevölkerungsentwicklung |
| Jahr                    | Bevölkerung             |
| ----------------------- | ----------------------- |
| 1920                    | 51.993                  |
| 1940                    | 39.155                  |
| 1950                    | 33.874                  |
| 1960                    | 39.551                  |
| 1970                    | 44.471                  |
| 1980                    | 55.938                  |
| 1991                    | 69.148                  |
| 2000                    | 77.387                  |
| 2010                    | 83.639                  |
| 2022                    | 92.547                  |
| [ 4 ] [ 5 ] [ 6 ]       |                         |

## Religion
Das Christentum ist in der Stadt wie folgt vertreten:

### Römisch-katholische Kirche
Die römisch-katholische Gemeinde ist Teil des Bistums São João da Boa Vista.

### Protestantische Kirche
In der Stadt gibt es die unterschiedlichsten evangelischen Glaubensrichtungen, hauptsächlich Pfingstler, darunter die brasilianischen Assemblies of God, die Christliche Kongregationalistische Kirche in Brasilien, und andere.